# Subsalicilato di bismuto
Il subsalicilato di bismuto, la cui formula chimica corrispondente è C7H5BiO4, è un farmaco derivante dal bismuto utilizzato per curare la nausea, la gastrite, l'indigestione, il mal di stomaco, la diarrea e altri disagi temporanei gastrointestinali. È l'ingrediente attivo nelle medicazioni popolari come il Pepto-Bismol e il Kaopectate moderno.
Come il sale di un acido salicilico, il subsalicilato di bismuto si dimostra un ottimo antinfiammatorio e antiacido.
Il suo ingerimento può causare l'annerimento della lingua dovuto al colore di questo prodotto, quando viene combinato allo zolfo nella saliva. La scolorazione è autonoma e innocua, e si svolge nel giro di pochi giorni.
I bambini non devono essere medicati col subsalicilato di bismuto quando infetti da influenza o da varicella, poiché l'utilizzo di tale prodotto in suddetti pazienti può scatenare la sindrome di Reye.